# 何建洋
何建洋（1959年—），江西萍乡人，汉族，中华人民共和国政治人物、第十二届全国人民代表大会江西地区代表。
毕业于江西师范大学汉语言文学专业。加入中国民主同盟。2013年，担任全国人大代表。